# 히나타야마정
히나타야마정(日当山町)은 일본 가고시마현 아이라군에 설치되었던 정이다. 현재의 기리시마시의 일부에 해당한다.